# 여분 차원
물리학에서 여분 차원(Extra dimensions)은 시공간에서 관측되는 공간과 시간 차원의 개수(3 + 1)보다 더 많은 차원이 있다는 가설로, 이에 속하는 대표적인 이론으로는 다음이 있다.

- 거대 여분 차원: 계층 문제를 해결하기 위해 1998년 니마 아르카니하메드, 사바스 디모풀로스, 기오르기 드발리가 주장하였으며, 표준 모형의 장은 4차원 막에 갇혀 있고, 중력은 플랑크 규모보다 큰 공간 차원으로 전파된다는 이론이다.[2]
- 접힌 여분 차원(랜들-선드럼 모형 등): 우주가 5차원 반 더시터르 공간이고 중력자를 제외한 기본 입자는 3 + 1차원 막에 갇혀 있다는 이론이다.[3]
- 보편 여분 차원: 모든 장이 여분 차원으로 전파된다는 이론이다.
- 다시간 차원: 시간 차원이 2 이상일 가능성은 물리학과 철학에서 논의된 적이 있지만, 인과관계와 모순된다는 한계가 있다.